# Raymond Pérault
Raymond Pérault (Saint-Germain-de-Marencennes, 28 maggio 1435 – Viterbo, 5 settembre 1505) è stato un cardinale e vescovo cattolico francese.

## Biografia
Entrò da giovane nell'Ordine di Sant'Agostino. Studi a Parigi, al Collegio di Navarra, dove nel 1476 conseguì la laurea in teologia. Dopo essere stato ordinato presbitero, divenne canonico a Saintes. Seppe conquistarsi il favore di Luigi XI e nel 1482 papa Sisto IV gli diede il titolo di protonotario apostolico. Nel 1486 lo nominò nunzio apostolico, ma Raymond Pérault rifiutò l'incarico. Il 27 maggio 1487 fu nominato raccoglitore delle decime per le Crociate in Germania, ma quando nel 1488 papa Innocenzo VIII sospese la riscossione delle decime in Germania, fece ritorno in Francia con un incarico simile.
Ebbe importanti incarichi diplomatici: nel 1489 ottenne un giuramento di pace fra l'imperatore Massimiliano e Carlo VIII di Francia; nel 1490 contribuì all'armistizio tra Federico III e Mattia Corvino.
Il 21 febbraio 1491 fu eletto vescovo di Gurk.
Il 20 settembre 1493 papa Alessandro VI lo creò cardinale. Il 23 settembre dello stesso anno ricevette la diaconia di Santa Maria in Cosmedin. Verso il 1496 optò per il titolo dei Santi Vitale, Valeria, Gervasio e Protasio, dichiarato diaconia pro illa vice. Il 10 febbraio 1499 arrivò a Roma e nel concistoro del 29 aprile dello stesso anno optò per l'ordine dei cardinali preti e per la diaconia di Santa Maria Nuova, elevata a titolo pro illa vice. Mantenne inoltre il titolo di San Vitale in commendam fino al 28 settembre 1500. Fu legato apostolico a Perugia e a Todi e fu consigliere diplomatico del papa. Fu anche amministrazione apostolico di diverse diocesi: di Maguelone dal 4 luglio 1498 al 18 marzo 1499 e, dopo aver rinunciato alla diocesi di Gurk il 6 ottobre 1501, per breve tempo di Toul nel 1502 e quindi di Saintes dall'11 luglio 1505.
Non partecipò ai due conclavi del 1503, che elessero papa Pio III e papa Giulio II.
Morì a Viterbo e fu sepolto nella chiesa della Santissima Trinità.

## Successione apostolica
La successione apostolica è:
- Vescovo Ottaviano Fornari (1495)